# Leptochilus humerus
Leptochilus humerus är en stekelart som beskrevs av Parker 1966. Leptochilus humerus ingår i släktet Leptochilus och familjen Eumenidae. Inga underarter finns listade i Catalogue of Life.